# Liste antiker Ortsnamen und geographischer Bezeichnungen/Au
| Lateinischer Name                                             | Griechischer Name                           | Beschreibung                                                                    | Heute                                                              | Quellen und Verweise       | Lage |
| ------------------------------------------------------------- | ------------------------------------------- | ------------------------------------------------------------------------------- | ------------------------------------------------------------------ | -------------------------- | ---- |
| Aualites Sinus                                                |                                             |                                                                                 |                                                                    | Smith;                     |      |
| Auasis                                                        |                                             |                                                                                 |                                                                    | Smith;                     |      |
| Audus                                                         |                                             |                                                                                 |                                                                    | Smith;                     |      |
| Aufidena                                                      |                                             |                                                                                 |                                                                    | Smith;                     |      |
| Aufidus                                                       |                                             |                                                                                 |                                                                    | Smith;                     |      |
| Aufina                                                        |                                             |                                                                                 |                                                                    | Smith;                     |      |
| Aufona                                                        |                                             |                                                                                 |                                                                    | Smith;                     |      |
| Augeiae                                                       |                                             |                                                                                 |                                                                    | Smith;                     |      |
| Augila                                                        |                                             |                                                                                 |                                                                    | Smith;                     |      |
| Augusta                                                       | Αὔγουστα (Augousta)                         | Stadt der Kilikia Pedias am linken Ufer des Saros in der Landschaft Bryklike    | Reste 16 km nördlich von Adana, vom Seyhan-Stausee überflutet      | PECS; Pleiades; Smith;     |      |
| Augusta Ambianorum                                            |                                             | Stadt in Gallien                                                                | 4 km südöstlich von Eu im Département Seine-Maritime in Frankreich | PECS; Pleiades;            |      |
| Augusta Asturica                                              |                                             | siehe Asturica Augusta                                                          |                                                                    |                            |      |
| Augusta Auscorum                                              |                                             |                                                                                 |                                                                    | Smith;                     |      |
| Augusta Bagiennorum                                           |                                             | Hauptort der Bagienni in Ligurien                                               | bei Bene Vagienna im Piemont                                       | PECS; Pleiades;            |      |
| Augusta Emerita                                               | Αὐγούστα Ἠμερίτα (Augousta Ēmerita)         | Hauptstadt der römischen Provinz Lusitania                                      | Mérida in Extremadura in Spanien                                   | PECS; Smith;               |      |
| Augusta Firma                                                 |                                             |                                                                                 |                                                                    | Smith;                     |      |
| Augusta Gemella                                               |                                             |                                                                                 |                                                                    | Smith;                     |      |
| Augusta Julia                                                 |                                             |                                                                                 |                                                                    | Smith;                     |      |
| Augusta Praetoria                                             | Αὐγούστα Πραιτωπία (Augousta Praitōpia)     | Stadt der Salasser in der Gallia cisalpina                                      | Aosta in den italienischen Alpen                                   | PECS; Smith;               |      |
| Augusta Raurica, Augusta Rauricorum, Augusta Rauracorum       |                                             | Ort in Germania superior am Ufer des Rhenus                                     | Augst bei Basel                                                    | PECS; Smith;               |      |
| Augusta Suessionum, Augusta Suessonum                         |                                             | Stadt in Gallien                                                                | Soissons in Frankreich                                             | PECS; Pleiades; Smith;     |      |
| Augusta Taurinorum                                            | Αὐγούστα Ταυρινῶν (Augousta Taurinōn)       | Hauptstadt der keltisch-ligurischen Taurini                                     | Turin im italienischen Piemont                                     | PECS; Smith;               |      |
| Augusta Treverorum                                            |                                             | Hauptort der Treverer in der Gallia Belgica, spätantiker Kaisersitz             | Trier                                                              | PECS; Smith;               |      |
| Augusta Tricastinorum                                         |                                             |                                                                                 |                                                                    | Smith;                     |      |
| Augusta Trinobantum                                           |                                             |                                                                                 |                                                                    | Smith;                     |      |
| Augusta Vagiennorum                                           |                                             |                                                                                 |                                                                    | Smith;                     |      |
| Augusta Vindelicorum, Augusta Vindelicum                      | Αὐγούστα Οὐενδελικῶν (Augousta Ouendelikōn) | Hauptstadt der Raetia secunda                                                   | Augsburg in Bayern                                                 | PECS; Smith;               |      |
| Augusta Viromanduorum, Augusta Veromanduorum                  |                                             | Hauptort der Viromanduer in Gallien                                             | Saint-Quentin in Nordfrankreich                                    | PECS; Pleiades; Smith;     |      |
| Augustobona, Augustobona Tricassium, Augustomana Tricassiorum |                                             | Stadt in Gallia Lugdunensis                                                     | Troyes in Frankreich                                               | PECS; Smith;               |      |
| Augustobriga                                                  | Αὐγουστόβριγα (Augoustobriga)               | Ort in Lusitania am linken Ufer des Tagus, zwischen Emerita Augusta und Toletum | bei Talavera la Vieja in Extremadura in Spanien                    | PECS; Pleiades; Smith (1); |      |
| Augustobriga                                                  | Αὐγουστόβριγα (Augoustobriga)               | Ort der Vettonen in Lusitania                                                   |                                                                    | Smith (2);                 |      |
| Augustobriga                                                  | Αὐγουστόβριγα (Augoustobriga)               | Ort der Pelendonen in Hispania Tarraconensis                                    | bei Muro de Ágreda, 5 km westlich von Ágreda in Spanien            | Pleiades; Smith (3);       |      |
| Augustodunum                                                  |                                             | römische Stadtgründung nahe dem gallischen Bibracte                             | Autun im Burgund in Frankreich                                     | PECS; Smith;               |      |
| Augustodurum, Augustodurus                                    |                                             | Ort in Gallien                                                                  | Bayeux in Frankreich                                               | PECS; Pleiades; Smith;     |      |
| Augustomagus                                                  |                                             | Hauptstadt der Silvanekter in Gallien                                           | Senlis in Frankreich                                               | PECS; Smith;               |      |
| Augustomana                                                   |                                             |                                                                                 |                                                                    | Smith;                     |      |
| Augustonemetum                                                | Αὐγουστονέμετον (Augoustonemeton)           | Hauptort der Arverner in Gallien                                                | Clermont-Ferrand in Frankreich                                     | PECS; Pleiades; Smith;     |      |
| Augustoritum Lemovicum                                        | Αὐγουστόριτον (Augoustoriton)               | Hauptort der Lemoviken in Gallien                                               | Limoges in Frankreich                                              | PECS; Smith;               |      |
| Aulaei Tichos                                                 |                                             |                                                                                 |                                                                    | Smith;                     |      |
| Aulerci                                                       |                                             | keltisches Volk in Gallien                                                      |                                                                    | Smith;                     |      |
| Aulis                                                         | Αὐλίς (Aulis)                               | Hafenstadt in Böotien                                                           | 20 km östlich von Thiva in Griechenland                            | PECS; Smith;               |      |
| Aulocrenae                                                    |                                             |                                                                                 |                                                                    | Smith;                     |      |
| Aulocrene                                                     |                                             |                                                                                 |                                                                    | Smith;                     |      |
| Aulon                                                         | Αὐλών (Aulōn)                               | allgemein Bezeichnung für Talmulden und Schluchten                              |                                                                    | RE; Smith;                 |      |
| Aulon                                                         | Αὐλών (Aulōn)                               | Tal im nordwestlichen Messenien                                                 |                                                                    | Smith (1);                 |      |
| Aulon                                                         | Αὐλών (Aulōn)                               | Stadt im makedonischen Mygdonien                                                |                                                                    | Smith (2);                 |      |
| Aulon, Bylliace                                               | Αὐλών (Aulōn)                               | Stadt an der Küste von Illyrien                                                 | Vlora im Süden von Albanien                                        | PECS; RE; Smith (4);       |      |
| Aulon                                                         |                                             | Weinberg nahe Tarentum                                                          | Monte Melone bei Tarent                                            | RE; Smith;                 |      |
| Aulon                                                         | Ἀυλών (Aylōn)                               | Jordantal und Niederung des Toten Meeres einschließlich der Arava-Senke         |                                                                    | RE; Smith (1);             |      |
| Aulon                                                         | Ἀυλών (Aylōn)                               | Stadt auf Kreta                                                                 |                                                                    | Smith (3);                 |      |
| Auranitis                                                     |                                             |                                                                                 |                                                                    | Smith;                     |      |
| Aurasius Mons                                                 |                                             |                                                                                 |                                                                    | Smith;                     |      |
| Aurea Chersonesus                                             |                                             |                                                                                 |                                                                    | Smith;                     |      |
| Aurelia Aquensis                                              |                                             | siehe Aquae                                                                     | Baden-Baden                                                        |                            |      |
| Aurelianorum Urbs                                             |                                             |                                                                                 |                                                                    | Smith;                     |      |
| Aurgi                                                         |                                             |                                                                                 |                                                                    | Smith;                     |      |
| Aurinia                                                       |                                             | siehe Saturnia                                                                  |                                                                    |                            |      |
| Aurinx                                                        |                                             |                                                                                 |                                                                    | Smith;                     |      |
| Aurunca                                                       |                                             |                                                                                 |                                                                    | Smith;                     |      |
| Aurunci                                                       |                                             |                                                                                 |                                                                    | Smith;                     |      |
| Ausa                                                          | Αὔσα (Ausa)                                 | Stadt der Ausetaner in Hispania Tarraconensis                                   | Vic in Katalonien                                                  | PECS; Smith;               |      |
| Ausara                                                        |                                             |                                                                                 |                                                                    | Smith;                     |      |
| Auschisae                                                     |                                             |                                                                                 |                                                                    | Smith;                     |      |
| Ausci                                                         | Αὔσχιοι (Auschioi)                          | keltischer Stamm                                                                | Siedlungsgebiet am Fluss Adour                                     | Smith;                     |      |
| Ausculum                                                      |                                             | siehe Asculum                                                                   |                                                                    |                            |      |
| Ausenses                                                      |                                             |                                                                                 |                                                                    | Smith;                     |      |
| Auser                                                         |                                             |                                                                                 |                                                                    | Smith;                     |      |
| Ausere                                                        |                                             |                                                                                 |                                                                    | Smith;                     |      |
| Ausetani                                                      |                                             |                                                                                 |                                                                    | Smith;                     |      |
| Ausoba                                                        |                                             |                                                                                 |                                                                    | Smith;                     |      |
| Ausona                                                        |                                             |                                                                                 |                                                                    | Smith;                     |      |
| Ausones                                                       |                                             |                                                                                 |                                                                    | Smith;                     |      |
| Ausonia                                                       |                                             | Wohngebiet der Ausoner in Unteritalien                                          |                                                                    | Smith;                     |      |
| Austeravia                                                    |                                             |                                                                                 |                                                                    | Smith;                     |      |
| Autariatae                                                    |                                             |                                                                                 |                                                                    | Smith;                     |      |
| Autei                                                         |                                             |                                                                                 |                                                                    | Smith;                     |      |
| Auteri                                                        |                                             | irisches Volk                                                                   |                                                                    | Ptol. 2.2.5; Smith;        |      |
| Authetani                                                     |                                             |                                                                                 |                                                                    | Smith;                     |      |
| Autissiodurum, Autessiodurum, Autissiodorum, Autessiodorum    |                                             | Stadt in Gallien                                                                | Auxerre in Frankreich                                              | PECS; Pleiades; Smith;     |      |
| Autololes                                                     |                                             |                                                                                 |                                                                    | Smith;                     |      |
| Automala                                                      |                                             |                                                                                 |                                                                    | Smith;                     |      |
| Autricum                                                      |                                             | Stadt der gallischen Karnuten                                                   | Chartres in Frankreich                                             | PECS; Smith;               |      |
| Autrigones                                                    | Αὐτρίγονες (Autrigones)                     | Volksstamm im Norden der iberischen Halbinsel                                   |                                                                    | Smith;                     |      |
| Auxacii                                                       |                                             |                                                                                 |                                                                    | Smith;                     |      |
| Auximum                                                       | Αὔξουμον (Auxoumon)                         | Stadt im Picenum                                                                | Osimo in der Provinz Ancona                                        | PECS; Smith;               |      |
| Auxume                                                        |                                             |                                                                                 |                                                                    | Smith;                     |      |
| Auza                                                          |                                             | Stadt in der Mauretania Caesariensis                                            |                                                                    | Smith;                     |      |
| Auzacia                                                       |                                             |                                                                                 |                                                                    | Smith;                     |      |